# Porcellidium hartmannorum
Porcellidium hartmannorum is een eenoogkreeftjessoort uit de familie van de Porcellidiidae. De wetenschappelijke naam van de soort is voor het eerst geldig gepubliceerd in 1978 door Tiemann.